# Groß Twülpstedt
Groß Twülpstedt er en kommune i den nordøstlige del af Landkreis Helmstedt, i den sydøstlige del af den tyske delstat Niedersachsen. Den har en befolkning på knap 2600 mennesker (2012), og er
en del af amtet (Samtgemeinde) Velpke.

## Geografi
Groß Twülpstedt ligger omkring 12 km sydøst for Wolfsburg, mellem naturparkerne Elm-Lappwald mod syd, og Drömling mod nord.

### Inddeling
I kommunen ligger disse landsbyer og bebyggelser:
- Groß Twülpstedt
- Klein Twülpstedt
- Papenrode
- Rümmer
- Groß Sisbeck
- Klein Sisbeck
- Volkmarsdorf